# Lingua godoberi
La lingua godoberi (гъибдилIи мицци) è una lingua caucasica nordorientale appartenente al gruppo avaro-andi. 
La lingua godoberi è parlata nel Daghestan meridionale, nel Botlichskij rajon.
I locutori di questa lingua sono circa 3000. Non essendo una lingua scritta i Godoberi utilizzano il russo e l'avaro.